# Сайбер Сепп
Сайбер Сепп (справжнє ім'я: Келдрік Сепп) — американський хіп-хоп продюсер з Атланти, відомий роботою над синглом Gucci Mane «Freaky Gurl». Після розриву репера Bohagon з BME Recordings Ліл Джона створив з ним лейбл Black Cartel.

## Продюсерська дискографія
- Bohagon — «What You Want»
- Bone Crusher — «Hey Fuck Boy»
- Fresh з участю Мака Боуні та Девіда Баннера — «Who You Testin'»
- Gucci Mane — «Freaky Gurl»
- J.B з участю Bohagon та Мака Боуні — «Get Some Grind»
- Kuntry — «Pusha»
- Lil Ron та Young Redd з участю Killer Mike — «Wood Grain»
- P$C — «Crankin' in the South»
- P$C — «Still I Luv Her»
- T. Cash з участю Ламара Старзза — «Keep Doing It» (2012)
- Three 6 Mafia з участю 8Ball & MJG — «Gangsta Walk»
- Tre з участю Marcus — «Shoes n' Socks»
- Trillville — «Something in the Air»
- Девід Баннер — «We Ride Them Caddies»[4]
- Мек Боуні з участю AK — «Act»
- Піті Пабло — «Shorty I'm Tight»
- Пол Волл — «What They Talking Bout»